# Makonde (Tanzania)
Makonde è una circoscrizione rurale (rural ward) della Tanzania situata nel distretto di Ludewa, regione di Njombe. Conta una popolazione di 3 952 abitanti (censimento 2012).